# Universidade de Stellenbosch
A Universidade de Stellenbosch (afrikaans: Universiteit van Stellenbosch) é uma universidade reconhecida internacionalmente, situada na cidade de Stellenbosch, na província de Cabo Ocidental, na África do Sul. Foi fundada em 1866 sob o nome de Stellenbosch Gymnasium.
A Universidade de Stellenbosch desenhou e fabricou o primeiro micro-satélite de África, o SUNSAT, colocado em órbita no ano de 1999. Está classificada entre as 10 melhores universidades da África, ocupando a quarta posição.